# Christos Tsiolkas
Christos Tsiolkas (* 1965 in Melbourne) ist ein australischer Schriftsteller. Bekannt wurde er durch zahlreiche international lizenzierte Werke und den Commonwealth Writers’ Prize 2009 für sein Buch The Slap (dt.: Nur eine Ohrfeige).

## Leben
Der Arbeiter-Sohn aus einer griechischen Einwandererfamilie wuchs in einem Innenstadtviertel seiner Heimatstadt Melbourne auf. Er besuchte dort die Blackburn High School und studierte anschließend an der University of Melbourne.  Seinen akademischen Abschluss machte er 1987 in Kunstwissenschaft. Während seiner Studienjahre war er 1988 verantwortlicher Herausgeber der Studentenzeitung Farrago.
Tsiolkas' Debüt-Roman, Loaded (1995), wurde verfilmt unter dem Filmtitel Head On (1998) von Regisseurin Ana Kokkinos. Im Jahr 2006 bekam sein Roman Dead Europe den The Age Book of the Year fiction award. Drei Jahre später erhielt sein vierter Roman, The Slap, den Commonwealth Writers Prize 2009 für den Besten Roman in Südostasien und dem Südpazifik. Das Werk wurde unter Mitwirkung Tsiolkas’ als Fernseh-Miniserie The Slap – Nur eine Ohrfeige adaptiert; die Serie wurde mit mehreren Fernsehpreisen ausgezeichnet und war unter anderem für einen Emmy nominiert.
Tsiolkas lebt offen schwul.

## Werke
Romane
- Loaded (1995)
  - Übersetzung Stefan Troßbach: Unter Strom. Albino Verlag, Berlin 1998
- Jump Cuts (with Sasha Soldatow, 1996)
- The Jesus Man (1999)
- The Devil's Playground (2002)
- Dead Europe (2005)
- The Slap (2008)
  - Übersetzung Nicolai von Schweder-Schreiner: Nur eine Ohrfeige. Klett-Cotta Verlag, Stuttgart 2012, ISBN 978-3-608-93902-6.
  - Adaption als Fernseh-Miniserie The Slap – Nur eine Ohrfeige unter Mitwirkung des Autors
- Barracuda (2013)
  - Übersetzung Barbara Heller:  Barrakuda. Klett-Cotta Verlag, Stuttgart 2014, ISBN 978-3-608-98013-4.

Theaterstücke
- Who's Afraid of the Working Class? (mit den Schauspielern Andrew Bovell, Melissa Reeves and Patricia Cornelius 1999 verfilmt unter dem Filmtitel Blessed)
- Elektra AD (1999)
- Viewing Blue Poles (2000)
- Fever (mit Andrew Bovell, Melissa Reeves und Patricia Cornelius, 2002)
- Dead Caucasians (2002)
- Non Parlo di Salo (Gemeinsam mit Spiro Economopoulos, 2005)
- The Hit (Gemeinsam mit Netta Yashin, 2006)

Drehbücher
- Thug (Gemeinsam mit Spiro Economopoulos, 1998)
- Saturn's Return (2000)